# Urin8
Urin8 är en svensk punksynthgrupp som bildades i början av 1990-talet. 
Gruppen var ursprungligen starkt influerade av Onkel Kånkel och andra liknande grupper under den tiden. Gruppens namn ska uttalas "urinåtta" på svenska. Ragnar Alvarsson var den primära låtskrivaren, medan Kjelle Börjeson stod för sång och den bohemiska urkraften. 
Urin8 sålde främst kassetter under sina tidiga år. 

## Historik

### Tidiga år
Gruppen bildades 1991 i en söderförort till Stockholm. De första låtarna spelades in i en modest källarlokal som gruppen hade tillgång till. Deras första kommersiella låt "Skinka" komponerades i trackerprogrammet D-studio, som hade 4 kanaler. Samplingarna gjordes via en billig blå mikrofon som, i enlighet med deras punkanda, skapade ett distat och komprimerat röst-sound. Inför nästa singel, "Bajsa i ett kuvert", hade de uppgraderat tekniken och hade nu 8 kanaler tillgängliga samt möjlighet till längre samplingar. Kvalitén på samplingarna hölls dock fortsatt lågt för att bibehålla det nu etablerade Urin8-soundet. 

### Mottagande
Den första skivan mottogs med blandad kritik. Många ansåg att skivan var oanständig och infantil, andra fokuserade på den låga musikaliska kvalitén. Gruppens fans hyllade dock de enkla budskapen som de lätt kunde relatera till. 

### Samarbeten
När Urin8 gjorde en cover på den religiösa låten "Pärleporten" i samband med en välgörenhetskonsert samarbetade de med radioprofilen Fröken Fridström. Fröken Fridström hade vid den tiden ett framgångsrikt och provokativt radioprogram som hette "Frikyrkliga diskussioner" tillsammans med en kollega som aldrig uppgav sitt namn. 
Urin8 inledde 2014 ett samarbete med Dj-Nikolai. Dj-Nikolai har dock i i nuläget frånsagt sig ansvar för materialet.  

## Kontroverser
Gruppen genomgick stora interna slitningar under sena 90-talet. Dock återförenades gruppen 1999.
Urin8 hade en publik konflikt med DJ-Nikolai, rörande ersättning för hans medverkan på ett flertal låtar. DJ-Nikolai hävde vid tillfället att Urin8 hade samplat hans röst från ett telefonsvararmeddelande utan hans tillåtelse. Urin8 nekade till anklagelsen men medgav att de inte riktigt förstod modern teknik.

## Senare framgångar
Urin8 har gjort ett kuplettalbum och ett rent popalbum, som fick ett svalt mottagande från fansen. Kritikerna uppmärksammade dock deras stundtals habila verk. 

## Diskografi

#### Studioalbum
- 1993 - Välkommen till Anusträdgården
- 1997 - Tillbaka till Anusträdgården
- 2006 - 13 år senare

#### Singlar
- 1992 - Skinka
- 1993 - Bajsa i ett kuvert
- 1994 - Stön i kön
- 1995 - Piska mig här och där (OJSPM-remix)